# Sirāt (Film)
Sirāt (zum Teil auch Sirât) ist ein Spielfilm von Óliver Laxe aus dem Jahr 2025. Das Roadmovie handelt von einem Vater, der sich in Begleitung seines Sohnes auf die Suche nach der vermissten Tochter in Nordafrika macht. Die Hauptrollen übernahmen Sergi López und Bruno Núñez. Die spanisch-französische Koproduktion wurde im Rahmen der Internationalen Filmfestspiele von Cannes im Mai 2025 uraufgeführt, wo sie unter anderem mit dem Preis der Jury ausgezeichnet wurde. Das dystopische Werk spaltete dort die internationale Filmkritik. Positive Rezensionen zogen wiederholt Vergleiche zu anderen filmhistorisch bedeutenden Roadmovies wie Lohn der Angst (1953) oder der Mad-Max-Filmreihe. Der reguläre Kinostart in Deutschland fand Mitte August 2025 statt.

## Handlung
Luis besucht einen Rave in Marokko, um dort seine spurlos verschwundene Tochter Mar zu suchen. Sein zwölfjähriger Sohn Esteban begleitet ihn. Auf dem Rave will niemand Mar gekannt oder gesehen haben. Als das marokkanische Militär die Veranstaltung auflöst, sollen alle Ausländer abgeschoben werden. Luis und Esteban schließen sich einer kleinen Gruppe von Ravern an und fliehen. Mit zwei Lkw und Luis’ Van durchquert die Gruppe in der Folge das Atlasgebirge. Ziel ist ein weiterer illegaler Rave an der Südgrenze Marokkos. Luis und Esteban hoffen, dort auf die verschollene Mar zu treffen.
Im Verlauf der Reise kommt Esteban ums Leben. Er sitzt mit Hund Pippa im Van und löst beim Spielen versehentlich die Handbremse, woraufhin der Wagen einen Abhang hinunterstürzt. Auf dem Weg nach Mauretanien macht die Gruppe in einer Wüstengegend Station. Um die Trauer über Estebans Tod zu lindern, nehmen sie Drogen und tanzen zu lauter Musik. Als Jade durch eine Explosion getötet wird, wird den anderen klar, dass sie sich in einem Minenfeld befinden. Sie versuchen zu entkommen, Bigui und Tonin werden jedoch ebenfalls Opfer der Minen und auch die Fahrzeuge gehen durch Explosionen verloren. Schließlich gelingt es Luis, Stef und Josh, zu Fuß zu entkommen. Am Ende des Films reisen die drei auf einem mit nordafrikanischen Flüchtlingen überladenen Güterzug durch die Wüste. In der letzten Szene verlieren sich die Gleise des Zugs im Sand.

## Entstehungsgeschichte

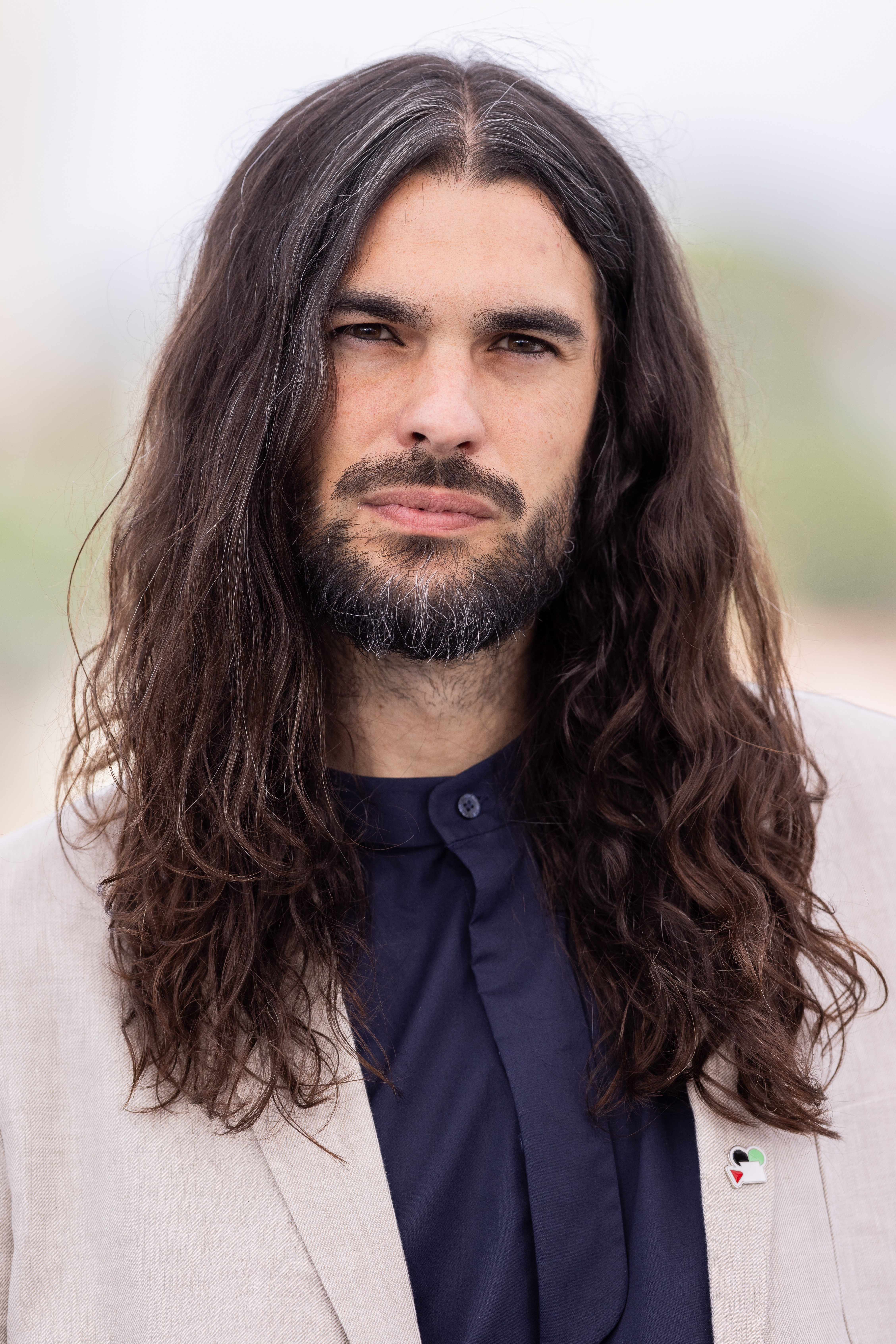
Óliver Laxe bei der Präsentation des Films in Cannes

Sirāt (Arbeitstitel: After) ist der vierte Spielfilm des französischen Regisseurs Óliver Laxe. Das Drehbuch schrieb er gemeinsam mit seinem langjährigen Weggefährten Santiago Fillol. Der Titel kommt aus dem Arabischen (as-Sirāt) und bedeutet so viel wie „Brücke, dünn wie ein Haar und scharf wie ein Messer“. Die Hauptrollen übernahmen Sergi López und Bruno Núñez als Vater-Sohn-Gespann. Internationale Laiendarsteller ergänzten das Schauspielensemble.
Die Dreharbeiten fanden von Mai bis Juni 2024 in Teruel, Saragossa sowie Marokko statt. Kameramann war Mauro Herce, der bereits zuvor mit Laxe an dessen beiden vorangegangenen Spielfilmen Mimosas (2016) und Fire Will Come / O que arde (2019, Goya für die beste Kamera) zusammengearbeitet hatte. Herce verwendete 16-mm-Film, um einen „latenten und imaginären“ Look für Sirāt zu kreieren. Der Film wurde fast vollständig im Freien bei senkrecht stehender Sonne gedreht. Laut Herce übertreffe „nichts [...] die Fähigkeit der analogen Technik, Lichter, Texturen und Farben einzufangen“. Zur Verwendung kamen ein S16-mm-Film von ARRIRAW, Kameras vom Typ ALEXA 35 und ARRI 416 sowie Linsen vom Typ Ultraprime und Angénieux.
Der Film ist eine Produktion der spanischen Unternehmen Moviestar Plus, El Deseo (Produktion: Pedro und Agustín Almodóvar), Los Desertores Films (Óliver Laxe, Xavi Font) und Uri Films sowie der französischen 4x4 Productions (Andrea Queralt, Mani Mortazavi) in Koproduktion mit ZDF und Arte. Unterstützt wurde das Projekt auch von den europäischen Einrichtungen Eurimages (Sonderprogramm für internationale Koproduktionen – Fördersumme: 420.000 Euro) und Creative Europe MEDIA. Aus Spanien waren die Axencia Galega Das Industrias Culturais (AGADIC) und das Catalan Institute of Cultural Enterprises (ICEC) beteiligt, aus Frankreich das Centre national du cinéma et de l’image animée (CNC).

## Veröffentlichung und Einspielergebnis
Die Weltpremiere von Sirāt fand am 15. Mai 2025 im Hauptwettbewerb des 78. Filmfestivals von Cannes statt. Bereits mit seinen vorherigen Spielfilmen Todos vós sodes capitáns (FIPRESCI-Preis – Quinzaine des Réalisateurs, 2010), Mimosas (Hauptpreis – Semaine de la critique, 2016) und Fire Will Come (Jurypreis – Un Certain Regard, 2019) war er beim Festival vertreten gewesen. In den folgenden Monaten wurde Sirāt unter anderem in die Programme der Filmfestivals von Jerewan, Karlovy Vary, Melbourne, München, New York und Toronto aufgenommen.
Der Film wurde ab 6. Juni 2025 von Bteam Pictures in die spanischen Kinos gebracht. Bis Mitte August 2025 spielte Laxes Regiearbeit dort einen Umsatz von 2,86 Mio. Euro ein.
In Deutschland legte der Verleih Pandora Film den Kinostart von Sirāt auf den 14. August 2025 fest.
Ein regulärer Kinostart in Frankreich soll am 3. September 2025 im Verleih von Pyramide Distribution erfolgen.
Für Nordamerika sicherte sich das Unternehmen Neon die Verleihrechte. Neon hatte mit Parasite, Titane, Triangle of Sadness, Anatomie eines Falls, Anora und It Was Just an Accident auch die zwischen 2019 und 2025 mit der Goldenen Palme in Cannes preisgekrönten Filme in die nordamerikanischen Kinos gebracht. Ein limitierter Kinostart in New York und Los Angeles ist ab 14. November 2025 vorgesehen, um sich für die Oscarverleihung 2026 zu qualifizieren. Ab Januar 2026 soll Sirāt landesweit in den nordamerikanischen Kinos zu sehen sein.

## Rezeption

### Internationale Filmkritik
Im zum Festival von Cannes herausgegebenen Kritikenspiegel des Branchenmagazins Screen International erhielt Laxes Regiearbeit 2,5 von 4 möglichen Sternen und belegte unter allen 21 Wettbewerbsbeiträgen einen Platz im Mittelfeld. Höchstnoten erhielt der Film unter anderem von Robbie Collin und Tim Robey vom britischen Telegraph sowie von Justin Chang (The New Yorker). In einem rein französischsprachigen Kritikenspiegel der Website Le film français sahen mit Julien Rosset (Sud Ouest), Guillemette Odicino (Télérama), Michaël Mélinard (L’Humanité), Nicolas Schaller (Le Nouvel Obs) und Sandra Onana (Libération) fünf von 15 Rezensenten den Film als Palmen-Favoriten an. Mit Marcos Uzal (Cahiers du cinéma), Éric Neuhoff (Le Figaro) und Philippe Lemoine (Ouest-France) vergaben aber gleichzeitig drei Kritiker die schlechteste Bewertung an den Film. Der amerikanische Branchendienst IndieWire zählte Sirāt zum Mitfavoriten auf den Hauptpreis und wies ihn nach allen gezeigten Wettbewerbsbeiträgen auf einen fünften Platz aus. In einer Mitte Juni 2025 veröffentlichten Bestenliste der IndieWire-Redaktion zum Thema The 100 Best Movies of the 2020s (So Far) belegte der Film Platz 25.
Auf der Website Metacritic erhielt Sirāt eine Bewertung von 82 von 100 möglichen Punkten, basierend auf fast einem Dutzend ausgewerteten englischsprachigen Kritiken. Das Echo der Rezensenten wurde mit „einhelligem Beifall“ („universal acclaim“) bewertet. Von den über 40 Kritiken, die auf der Website Rotten Tomatoes nach der Premiere aufgeführt wurden, erhielten alle eine positive Bewertung („fresh“).

### Deutschsprachige Pressestimmen
Katja Nicodemus (Die Zeit), Mitglied des Screen International-Kritikenspiegels, vergab die schlechteste Bewertung an den Film. Rüdiger Suchsland vom Online-Magazin artechock zählte Sirāt dagegen gemeinsam mit dem deutschen Beitrag In die Sonne schauen, dem französischen Film Nouvelle Vague des US-Amerikaners Richard Linklater und dem brasilianischen Beitrag The Secret Agent zu den Goldene-Palmen-Aspiranten, mit denen er „einschränkungslos sehr zufrieden wäre“. In einem Podcast lobte er den Film für seine extremen Bilder. Sirāt fasziniere, sei „spielerisch“ und überrasche. Suchsland sah William Friedkins Thriller Atemlos vor Angst (1977), Michelangelo Antonionis Zabriskie Point (1970), die Mad Max-Filmreihe von George Miller und die Werke von Apichatpong Weerasethakul als filmische Referenzen an. Mit dem Tod des Kindes Esteban breche der Film „mit allen Regeln“. Das Ende erschien Suchsland nicht konsequent durchdacht, doch handle es sich bei Laxes Regiearbeit um einen sinnlichen Film zum Nachdenken. Der Film kümmere sich nicht „um psychologische, emotionale Plausibilität“.
Auch Suchslands Redaktionskollegin Dunja Bialas sah Anleihen bei der Mad-Max-Reihe sowie den Filmen von Ben Russell, Chantal Akermans Installation Une voix dan le désert (2002) und den Spielfilmen Lohn der Angst (1953) und Auf dem Weg nach Oregon (2010). Auch rief sie sich Ben Rivers’ Spielfilm The Sky Trembles and the Earth Is Afraid and the Two Eyes Are Not Brothers (2015) in Erinnerung, in dem Regisseur Laxe eine Rolle als Schamane auf einem halluzinogenen Trip in der marokkanischen Wüste übernommen hatte. Bialas lobte die Anfangssequenz über die Vorbereitungen eines Raves in der Wüste. Dieser fast dokumentarische Auftakt unterscheide Sirāt „von Beginn an in seiner Narrativität von den anderen Arthouse-Titeln im Wettbewerb“. Die Figuren würden „unerbittlich von den existentiellen Fängen der kriegsgeplagten Gegenwart eingeholt“. Der Film halte „eine bittere Moral über die dystopische Existenz bereit, die die Menschen an den archaischen Abgrund ihrer Seele“ bringe. Das Ende von Sirāt stelle letztlich einen humanistischen „Appell für Empathie“ dar, so Bialas.
Martina Knoben bezeichnete Sirāt in der Süddeutschen Zeitung als „ausgesprochenes Feelbad-Movie“. Der Film sei philosophisch eher schlicht, „in seiner Leidenschaft und sinnlichen Gewalt aber [...] einmalig im Gegenwartskino.“
Heike Angermaier (Blickpunkt:Film) sah wie Bialas und Suchsland einen erlebnisreichen, surrealen und „hypnotisierenden Road'n‘Rave-Trip“, der berausche und schocke „und zum harten Beat von Tod, Trauer und Familie“ erzähle. Der Film sei „radikal“ und Regisseur Laxe habe „gute Chancen [...] erneut einen Preis [in Cannes] zu erhalten“. Angermaier pries die Kameraarbeit von Mauro Herce, die Musik von Kangding Ray sowie das charismatische Schauspielensemble. Der Film berausche, sei „auch körperlich spürbar“ und gehe dem Zuschauer „an die Nieren“.
Auch Daniel Kothenschulte (Frankfurter Rundschau) fühlte sich durch die leise surreale Geschichte an Zabriskie Point und Lohn der Angst erinnert. Der unwiderstehliche Beginn des Films fühlte sich für ihn an, „als habe Wim Wenders in bedächtigem Tempo eine „Mad Max“-Fortsetzung inszeniert“.
Tim Caspar Boehme (die tageszeitung) attestierte zwar dem Film „eine dünne Geschichte“, dennoch würde Sirāt für seine Bilder und einige unerwartete Einfälle „allemal entschuldigen“. Er pries ebenso die Musik von Kangding Ray. Der „Trip“ sorge für Verwirrung und sei „toll“.

### Auszeichnungen

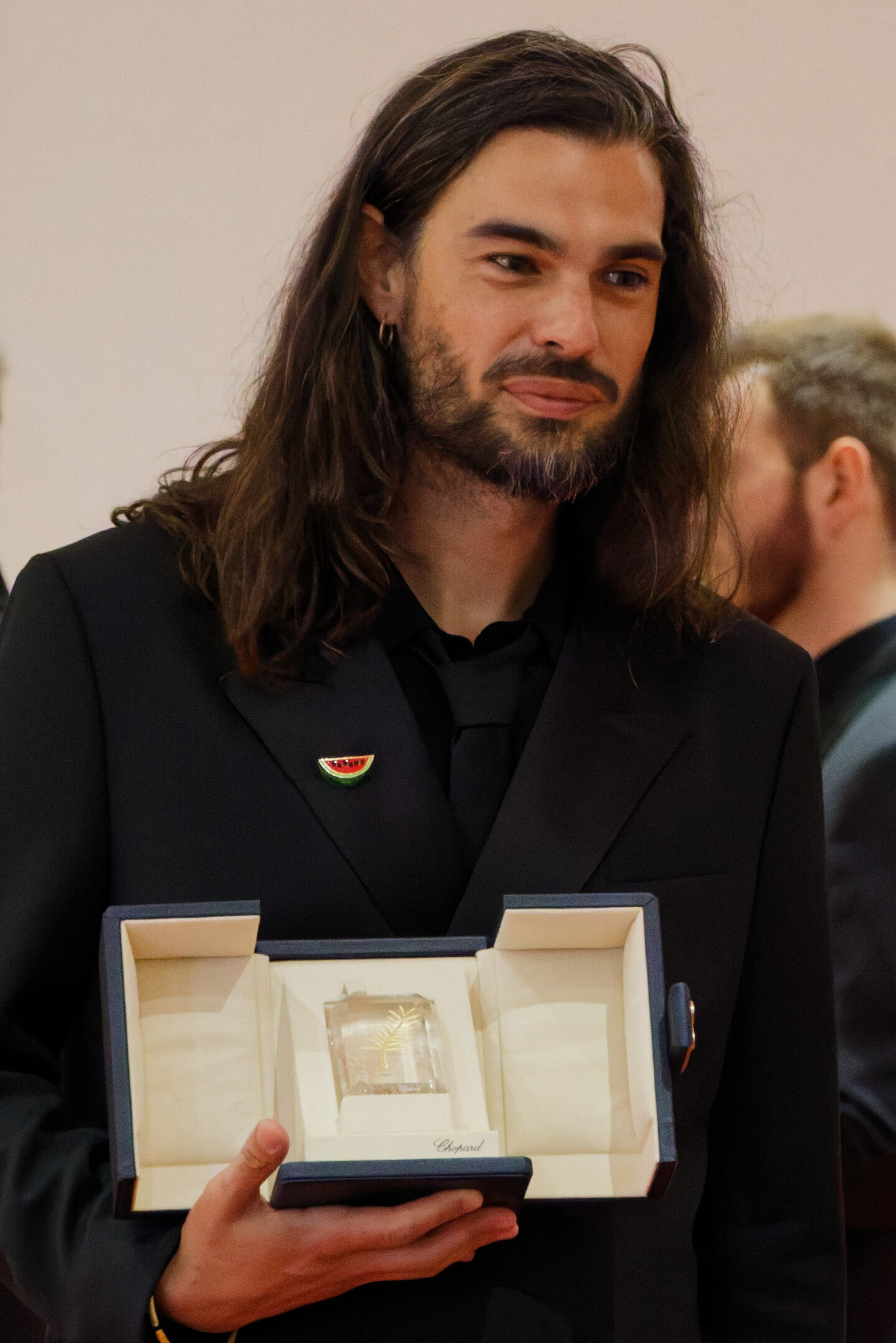
Regisseur Laxe mit dem gewonnenen Jurypreis in Cannes

Für Sirāt erhielt Óliver Laxe seine erste Einladung in den Wettbewerb um die Goldene Palme des Filmfestivals von Cannes. Dem Film wurde dort gemeinsam mit dem deutschen Beitrag In die Sonne schauen der Preis der Jury zuerkannt. Ebenfalls in Cannes preisgekrönt wurden unter anderem Komponist Kangding Ray sowie die in Sirāt auftauchenden Hunde Pipa (Jack Russell Terrier) und Lupita (Podenco-Mix).
| Festival       | Kategorie                                       | Resultat  | Preisträger     |
| -------------- | ----------------------------------------------- | --------- | --------------- |
| Cannes (2025)  | Goldene Palme – Bester Film                     | Nominiert | Óliver Laxe     |
| Cannes (2025)  | Preis der Jury                                  | Gewonnen  | Óliver Laxe     |
| Cannes (2025)  | Cannes Soundtrack Award                         | Gewonnen  | Kangding Ray    |
| Cannes (2025)  | AFCAE-Preis – Lobende Erwähnung                 | Gewonnen  | Óliver Laxe     |
| Cannes (2025)  | Palm Dog Award – Großer Preis der Jury          | Gewonnen  | Pipa und Lupita |
| München (2025) | CineMasters Award – Bester internationaler Film | Nominiert | Óliver Laxe     |